# Jean Kasusula
Jean Kasusula Kiritsho (sinh ngày 5 tháng 8 năm 1982 ở Kisangani, Zaire) là một cầu thủ bóng đá người CHDC Congo, hiện tại thi đấu cho TP Mazembe.
Vào tháng 5 năm 2015 có thông báo rằng Kidiaba và đồng đội Robert Kidiaba sẽ đại diện National Party for Democracy và Development tại cuộc bầu cử sắp tới.

## Sự nghiệp quốc tế
Jean Kasusula ghi một bàn thắng ở Giải bóng đá Cúp câu lạc bộ thế giới 2009.